# Osuna
Osuna es una localidad y municipio español de la provincia de Sevilla, Andalucía. Su población es de 17 374 habitantes (INE 2024). Con una extensión superficial es de 592,49 km², tiene una densidad de 29,93 hab/km². Sus coordenadas geográficas son 37°14′ N, 5°6′ O. Se encuentra situada a una altitud de 322 m y a 87,4 km de la capital de provincia, Sevilla. Urso para los romanos y ursaonenses el gentilicio de sus habitantes.

## Clima
Su clima viene caracterizado por inviernos fríos con heladas y veranos calurosos, con máximas que pueden alcanzar los 40 °C, aunque las mínimas son frescas, con temperaturas que pueden llegar a alcanzar los 9 °C. En invierno, las temperaturas son frías, con máximas en torno a 10 °C y mínimas que pueden llegar a -5 °C, presentando más de 40 días de heladas anuales con nevadas esporádicas. La primavera es suave, aunque con mínimas frías que pueden llegar a la helada. Aún en el mes de mayo son habituales los 4 o 5 °C, con grandes oscilaciones térmicas entre el día y la noche. La temperatura mínima absoluta registrada por la estación agroclimática de la Junta de Andalucía en el periodo 2000-2009 es de -11 °C, el 28 de enero de 2005, siendo una de las más frías jamás registradas en Andalucía. Durante ese mes, se produjeron 30 días de heladas consecutivas, en los que las máximas en varias ocasiones no llegaban a superar los 5 °C.
El término municipal está atravesado por dos arroyos, el Salado y el Peinado, y al sureste está limitado por el río Blanco.

## Geografía
Integrado en la comarca de Sierra Sur de Sevilla, de la que ejerce de capital, se sitúa a 87 kilómetros de la capital provincial. 
| Noroeste: Lantejuela                   | Norte: Écija                   | Nordeste: El Rubio                             |
| Oeste: Marchena y La Puebla de Cazalla |                                | Este: Estepa, Aguadulce y Gilena               |
| Suroeste: Villanueva de San Juan       | Sur: El Saucejo y Los Corrales | Sureste: Pedrera (exclave) y Martín de la Jara |

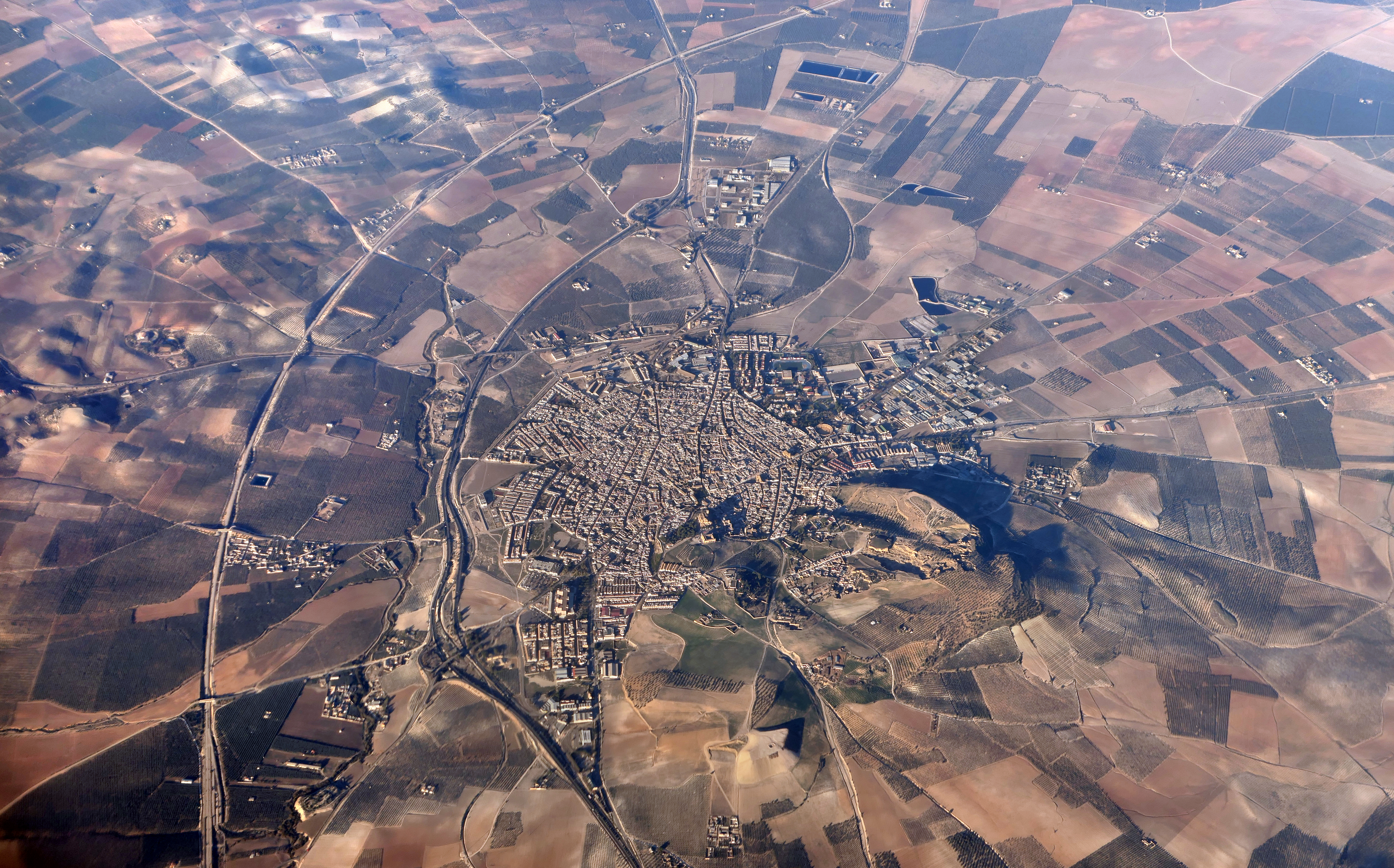
Vista aérea

El relieve del municipio está definido por la transición entre la Campiña, de superficie casi llana, con suelos arcillosos y calizos, y la Sierra Sur, con terreno montañoso, superándose en ocasiones los 500 metros de altitud. El arroyo del Término o arroyo Salado hace de límite occidental con La Puebla de Cazalla, mientras que el río Cambrones hace de límite con Villanueva de San Juan. El río Blanco hace de límite oriental con El Rubio, Estepa y Aguadulce. La altitud oscila entre los 810 metros al sur (cerro del Gomerón) y los 145 metros en el extremo noroccidental. La villa se alza a 284 metros sobre el nivel del mar.

### Cortijos
Hay una gran variedad de cortijos en Osuna, desde el típico cortijo caído hasta el típico cortijo señorial. Actualmente se tiene constancia de que en Osuna existen o han existido unos 500 cortijos camperos.

## Naturaleza
Debido a la variedad orográfica que significa dentro del mismo término municipal tipos de terreno tan diferentes como son las zonas de sierra, la campiña y humedales, zona de la Laguna Calderón, los alrededores de Osuna presentan una interesante variedad de paisajes, vegetación y fauna, desde los típicos bosques-galería que encontramos en Río Blanco a los olivares de la Campiña, de los flamencos y garzas de la Laguna Calderón a los petirrojos, zorros y gavilanes de Río Blanco; y por todas partes caza menor, conejos, perdices, etc.

## Historia

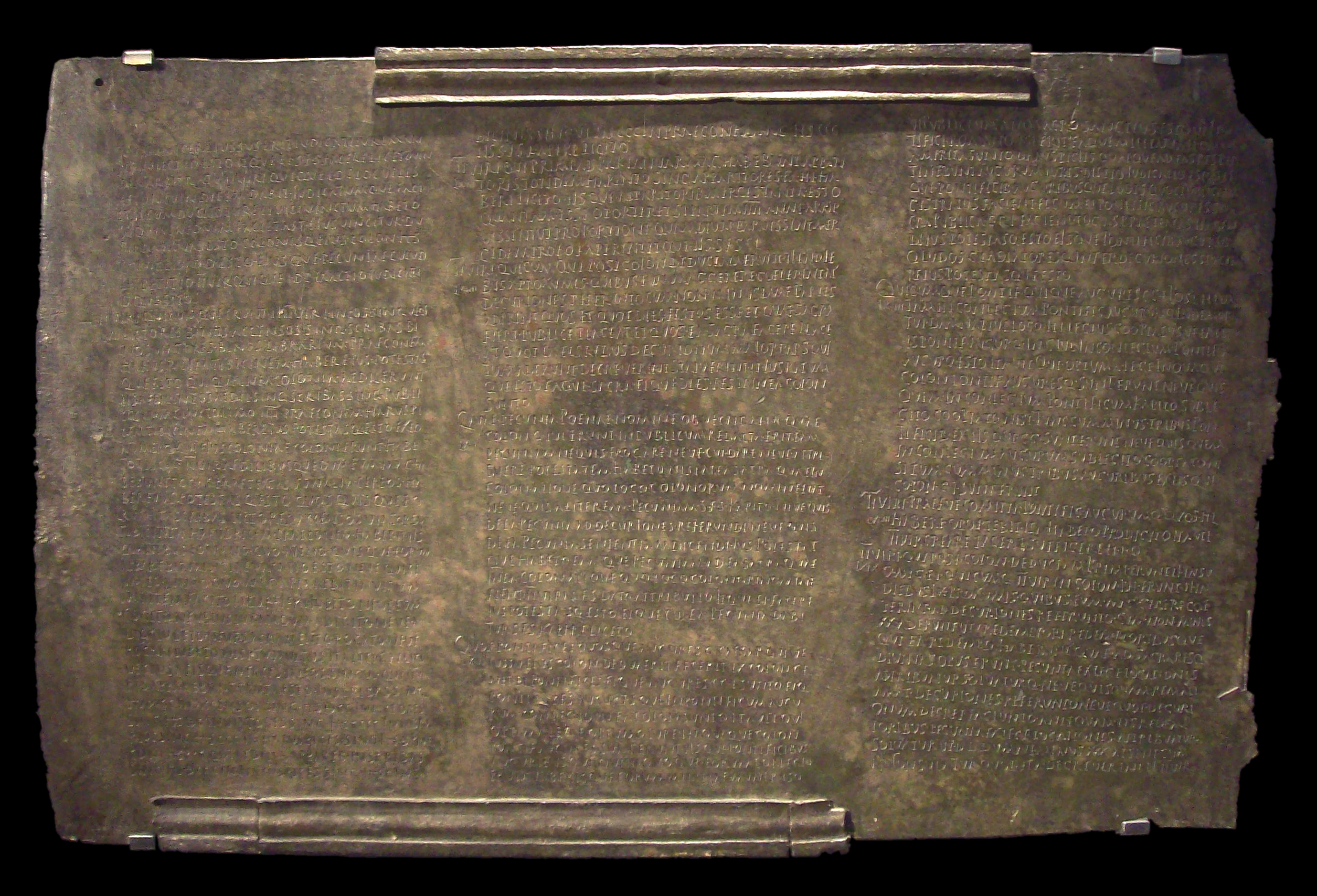
Lex Ursonensis (M.A.N.)

El origen de Osuna se remonta hasta hace unos tres mil años, cuando los turdetanos habitan la ciudad que más adelante se conocería como Urso. En el año 44-43 a. C., cumpliendo una previsión anterior de Julio César, fue refundada por Marco Antonio con veteranos de las últimas guerras civiles, dándole el estatuto de colonia de ciudadanos romanos y el nombre oficial de Colonia Genetiva Iulia, también documentado en algunas inscripciones. Se conserva, aunque incompleta, su ley colonial fundacional, una importante inscripción de bronce en varias tablas, conocida como Lex Ursonensis (aunque el nombre "Urso" no aparece en ella ni una vez), que se custodia en el Museo Arqueológico Nacional de Madrid. Un siglo más tarde, Plinio el Viejo la cita como Colonia Genetiva Urbanorum Urso (NH, III.12).
A comienzos del siglo IV, el topónimo Urso comienza a aparecer la forma Ursona, por ejemplo en las actas del Concilio de Elvira donde se puede leer Natalis prebyster Ursona (Natalis, Presbítero de Ursona), persona también presente en el Concilio de Arlés (ex civitate Ursulentium Natalis presbyter o de la ciudad de los ursulensis el presbitero Natalis). La última referencia clásica a la localidad se encuentra en la Cosmografía de Rávena (Cirsone) donde la sitúa entre Basilippo e Ilipula Minor.
Los restos arqueológicos plantean la hipótesis del saqueo e incendio del pueblo por parte de los vándalos y posteriormente por los suevos de los que se tiene constancia de sus destrucciones por toda la campiña. A estas destrucciones e incendios habría que añadir los provocados por los visigodos con el objetivo de expulsar a los pueblos anteriores.
Durante el periodo almorávide y almohade, denominada Uxuna, la localidad vuelve a tener cierta entidad urbana que perdió durante el Altoimperio y se erigió una alcazaba y se fortifica  el pueblo.
Conquistada en 1239 por los ejércitos castellanos de Fernando III, en 1264 fue entregada a la Orden de Calatrava, que creó la Encomienda de Osuna. Por su situación estratégica, se convirtió en un punto crucial para la defensa de la línea fronteriza con el reino nazarí de Granada. En el siglo XV, los caballeros de calatrava cedieron la ciudad de Osuna a Pedro Téllez de Girón, cuyos descendientes recibieron el título de Duques de Osuna durante el reinado de Felipe II.
Osuna conoce su momento de mayor esplendor a mediados del siglo XVI con la figura de Juan Téllez Girón, IV conde de Ureña, nacido en Osuna hacia 1494. Se trata de un personaje, a caballo entre el medievo y el Renacimiento. A lo largo de treinta creó en la ciudad de Osuna el mayor y más deslumbrante conjunto monumental del renacimiento sevillano, con la construcción de trece iglesias y conventos, un hospital, la Universidad, la Colegiata y el Sepulcro ducal, que lo convierten en el mecenas más importante de su época.

## Demografía
Cuenta con una población de 17 374 habitantes (INE 2024).
| Gráfica de evolución demográfica de Osuna entre 1842 y 2021                                                           |
| |
| Población de derecho según los censos de población del INE. Población de hecho según los censos de población del INE. |

### Población por núcleos
Desglose de población según el Padrón Continuo por Unidad Poblacional del INE.
| Núcleos             | Habitantes (2014) | Varones | Mujeres |
| ------------------- | ----------------- | ------- | ------- |
| Osuna               | 17600             | 8669    | 8931    |
| Puerto de la Encina | 218               | 122     | 96      |

## Economía

### Evolución de la deuda viva
El concepto de deuda viva contempla solo las deudas con cajas y bancos relativas a créditos financieros, valores de renta fija y préstamos o créditos transferidos a terceros, excluyéndose, por tanto, la deuda comercial.
| Gráfica de evolución de Deuda viva del Ayuntamiento de Osuna entre 2008 y 2019                                |
| |
| Deuda viva del Ayuntamiento de Osuna en miles de Euros según datos del Ministerio de Hacienda y Ad. Públicas. |

La deuda viva municipal por habitante en 2014 ascendía a 777,09 €.

## Transporte y comunicaciones

### Principales carreteras y autovías
Osuna se encuentra ubicada en el centro de Andalucía, junto a las principales arterias que vertebran las más importantes zonas humanas y económicas de la comunidad, la A-92 y A-351 para Écija. Esta privilegiada situación la coloca a tan solo 1 hora de Sevilla y Córdoba y a hora y media de Granada, Jaén, Jerez y Málaga. El término municipal esta atravesado por las siguientes carreteras: 
- Autovía A-92, entre los pK 71 y 92, vía rápida entre Sevilla, Málaga, Granada y Almería.
- Carretera autonómica A-351, que conecta con Écija.
- Carretera autonómica A-378, que conecta con Martín de la Jara.
- Carretera autonómica A-407, que conecta con Lantejuela.
- Carretera autonómica A-451, que conecta con El Saucejo.
- Carretera local SE-726, que conecta con El Rubio.

## Administración y política
| Periodo   | Nombre                   | Partido         |
| --------- | ------------------------ | --------------- |
| 1979-1983 | Antolín Isidro Aparicio  | PSOE-A          |
| 1983-1987 | Antolín Isidro Aparicio  | PSOE-A          |
| 1987-1991 | Antolín Isidro Aparicio  | PSOE-A          |
| 1991-1995 | Antolín Isidro Aparicio  | PSOE-A          |
| 1995-1999 | Antolín Isidro Aparicio  | PSOE-A          |
| 1999-2003 | Marcos Quijada Pérez     | Izquierda Unida |
| 2003-2007 | Marcos Quijada Pérez     | Izquierda Unida |
| 2007-2011 | Rosario Andújar Torrejón | PSOE-A          |
| 2011-2015 | Rosario Andújar Torrejón | PSOE-A          |
| 2015-2019 | Rosario Andújar Torrejón | PSOE-A          |
| 2019-2023 | Rosario Andújar Torrejón | PSOE-A          |
| 2023-act. | Rosario Andújar Torrejón | PSOE-A          |

## Patrimonio

### Colegio-Universidad de la Purísima Concepción

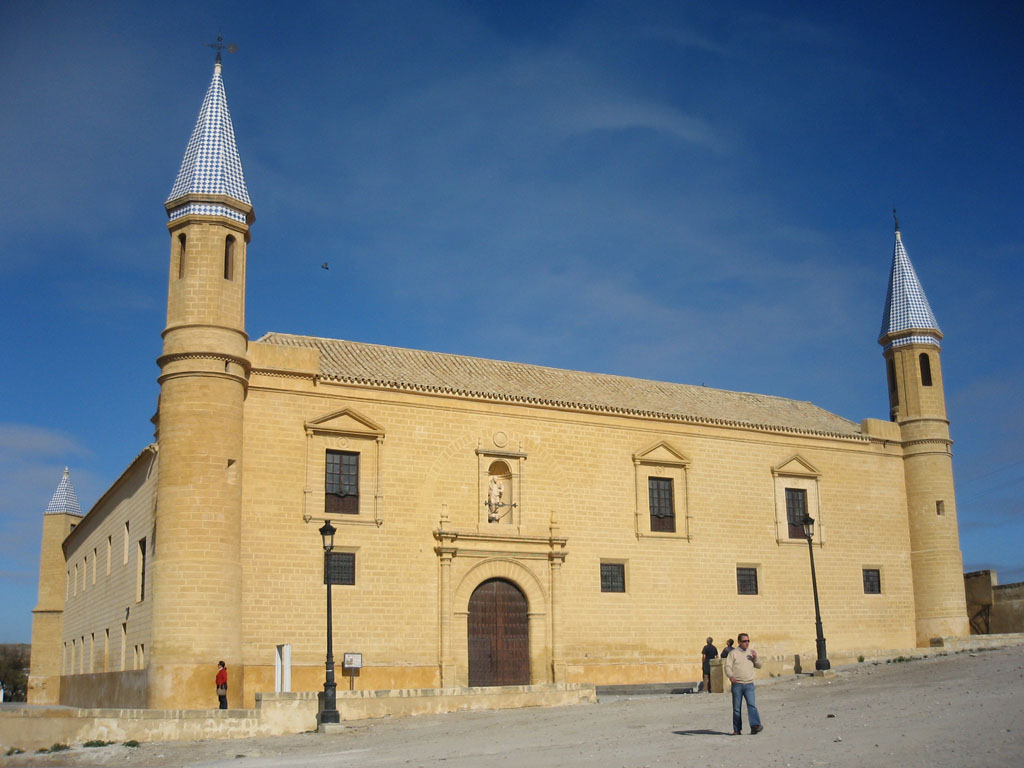
Universidad de Osuna.

La antigua Universidad de Osuna es un edificio de planta rectangular organizado en torno a un patio de planta cuadrada. Su esquema arquitectónico se caracteriza por la sencillez y severidad de sus líneas rectas, al que su singular perfil, flanqueado por cuatro torres en los ángulos, rematadas por chapiteles recubiertos de cerámica vidriada, lo hacen uno de los edificios más emblemáticos de la ciudad.
Actualmente, la mayor parte de las dependencias originarias han sido adaptadas y transformadas en aulas modernas carentes de cualquier interés artístico y arquitectónico. Solo conserva su estructura original el costado suroriental del inmueble, donde se ubican la entrada principal inmediata a la puerta de acceso, la capilla, la sala de la Girona, el patio central, la escalera que comunica con la planta superior y la antigua biblioteca.
A su interior se accede, desde la portada principal, a un recinto o vestíbulo de planta rectangular cubierto con alfarje de dos órdenes de vigas sobre ménsulas, decorado con labores de taracea. Esta estancia comunica, por su costado derecho con la capilla, al frente con el patio central y a la izquierda con la sala de la Girona.
Actualmente, la escuela universitaria de Osuna es un centro adscrito a la Universidad de Sevilla, donde se pueden cursar las siguientes titulaciones de grados:
Grado en Relaciones Laborales y Recursos Humanos, grado en Finanzas y Contabilidad, doble grado en Relaciones Laborales y Recursos Humanos + Finanzas y Contabilidad, grado en Enfermería, grado en Fisioterapia, grado en Educación Primaria.
Además, esta universidad se considera subsede del Instituto de Idiomas.
Por Decreto 346/2004, de 18 de mayo, de la Junta de Andalucía se declaró bien de interés cultural, con la categoría de monumento.

### Insigne iglesia colegial de Nuestra Señora de la Asunción (La Colegiata)

Iglesia colegial de Nuestra Señora de la Asunción
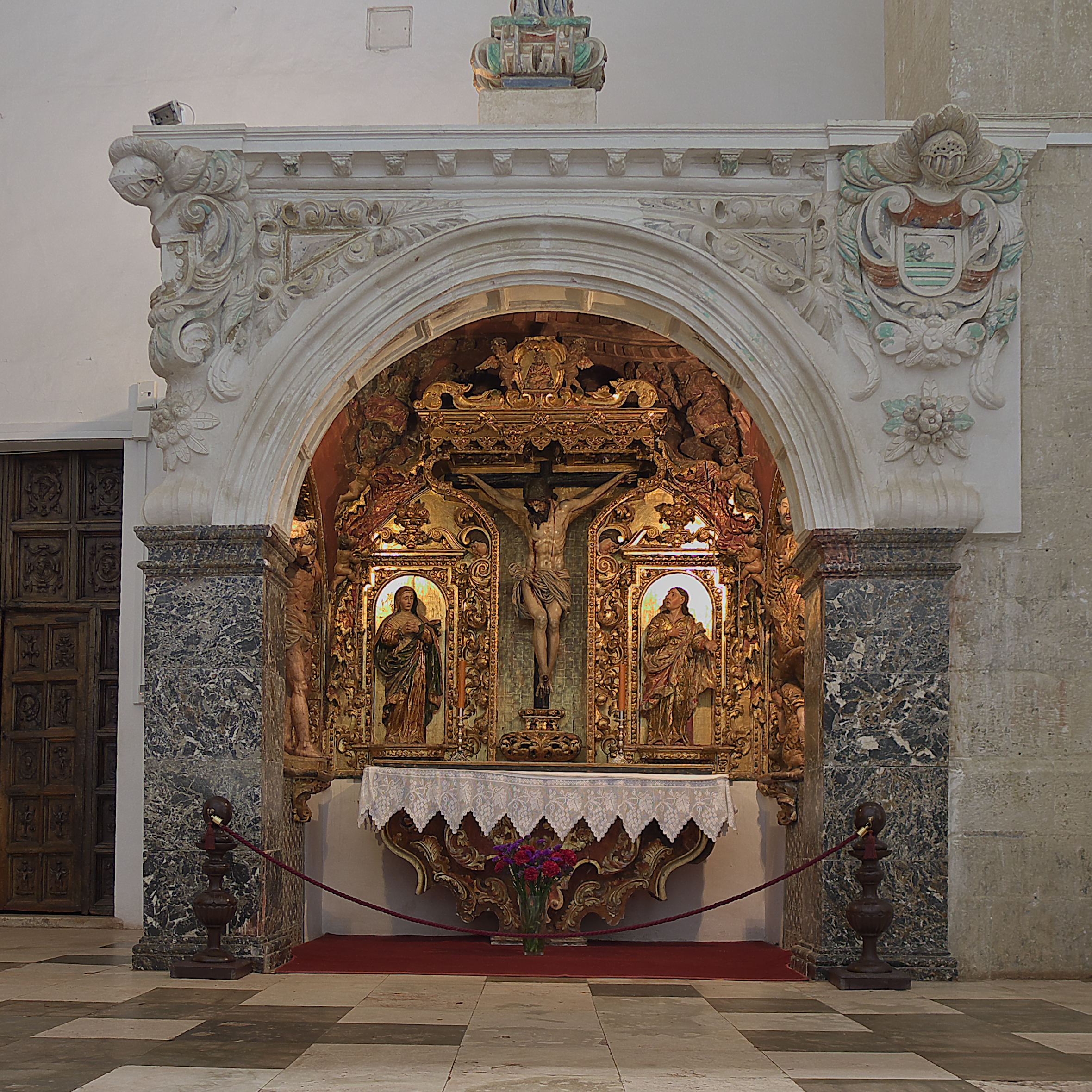
Capilla del Cristo de la Misericordia.
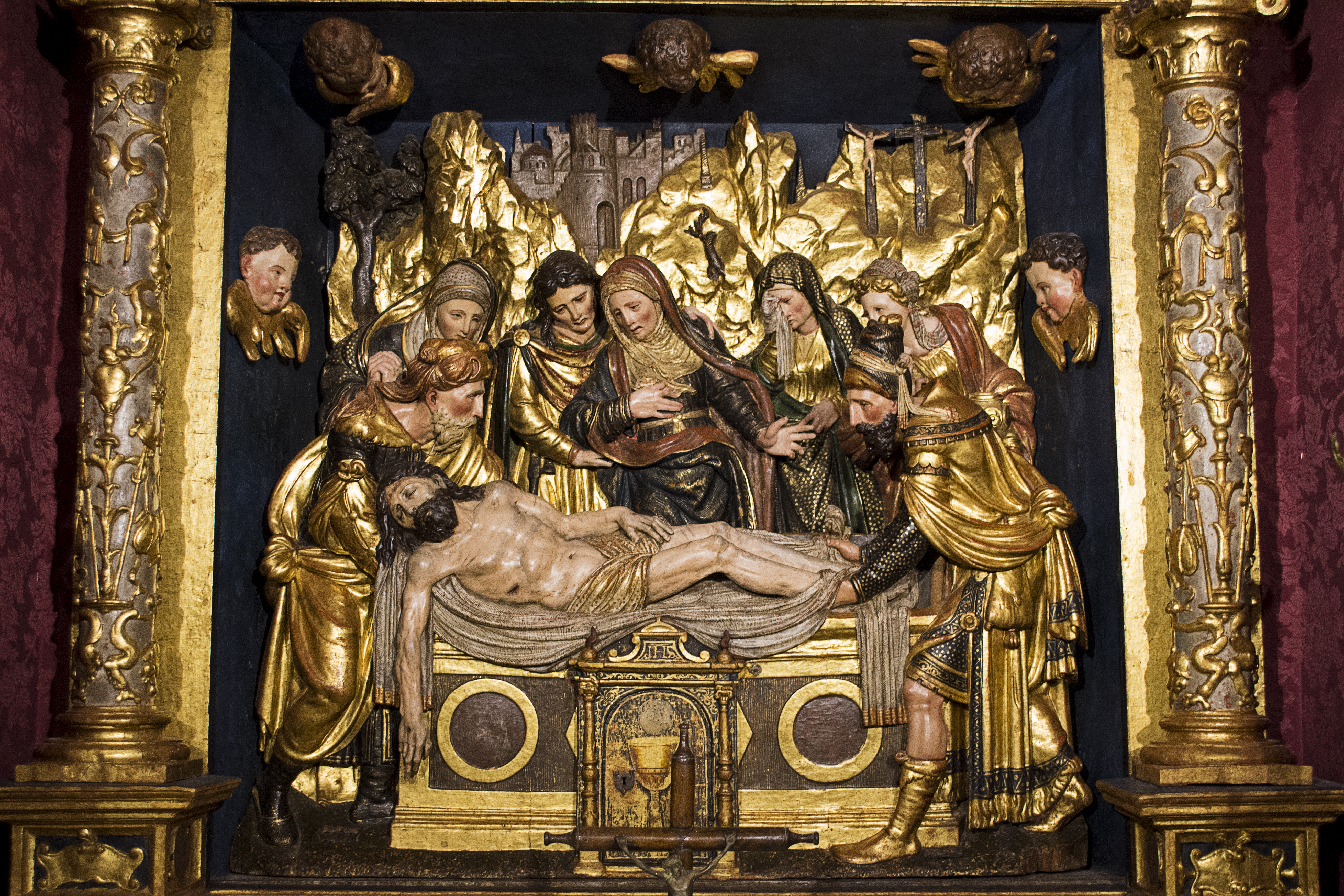
Retablo del entierro de Cristo.
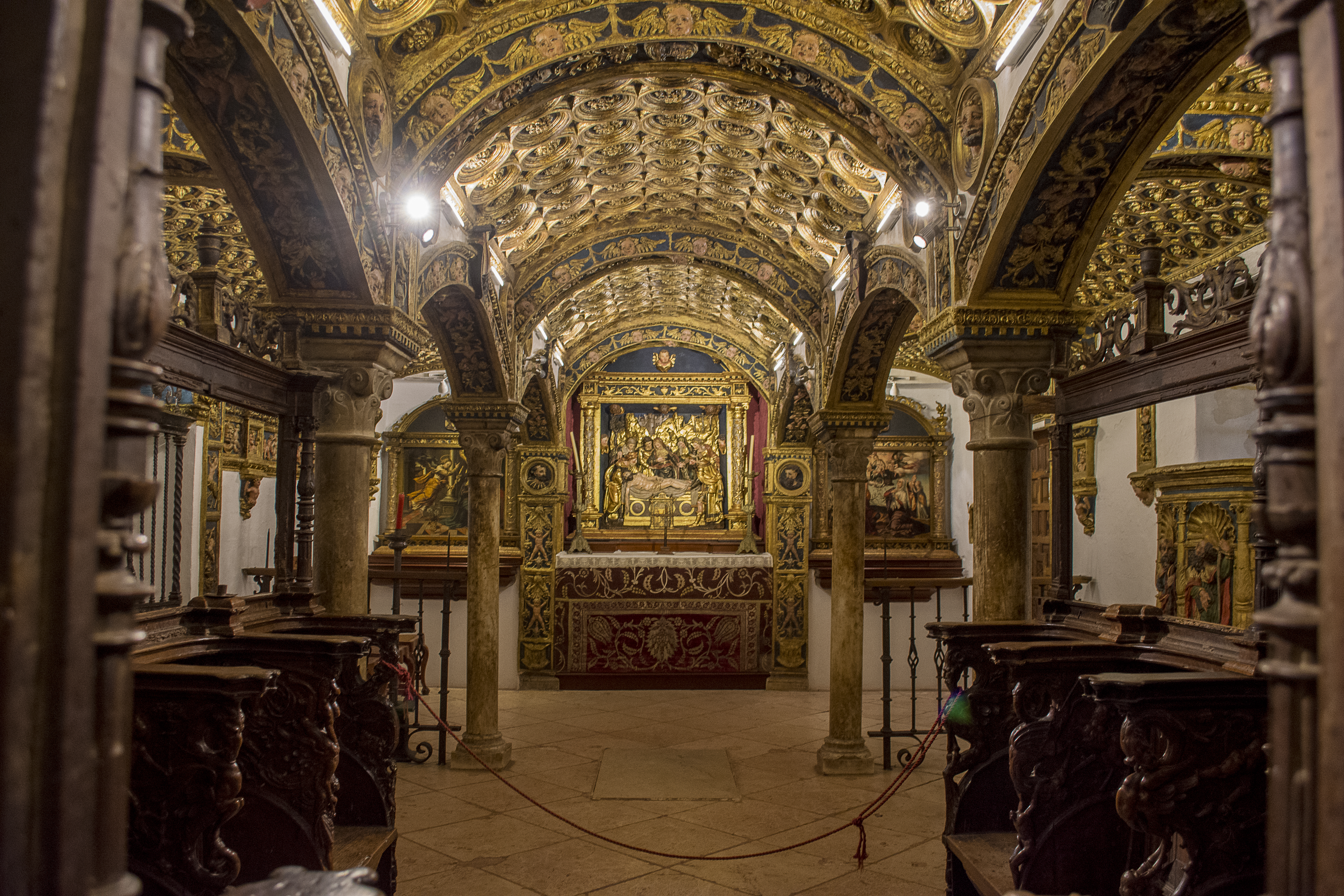
Capilla del panteón.
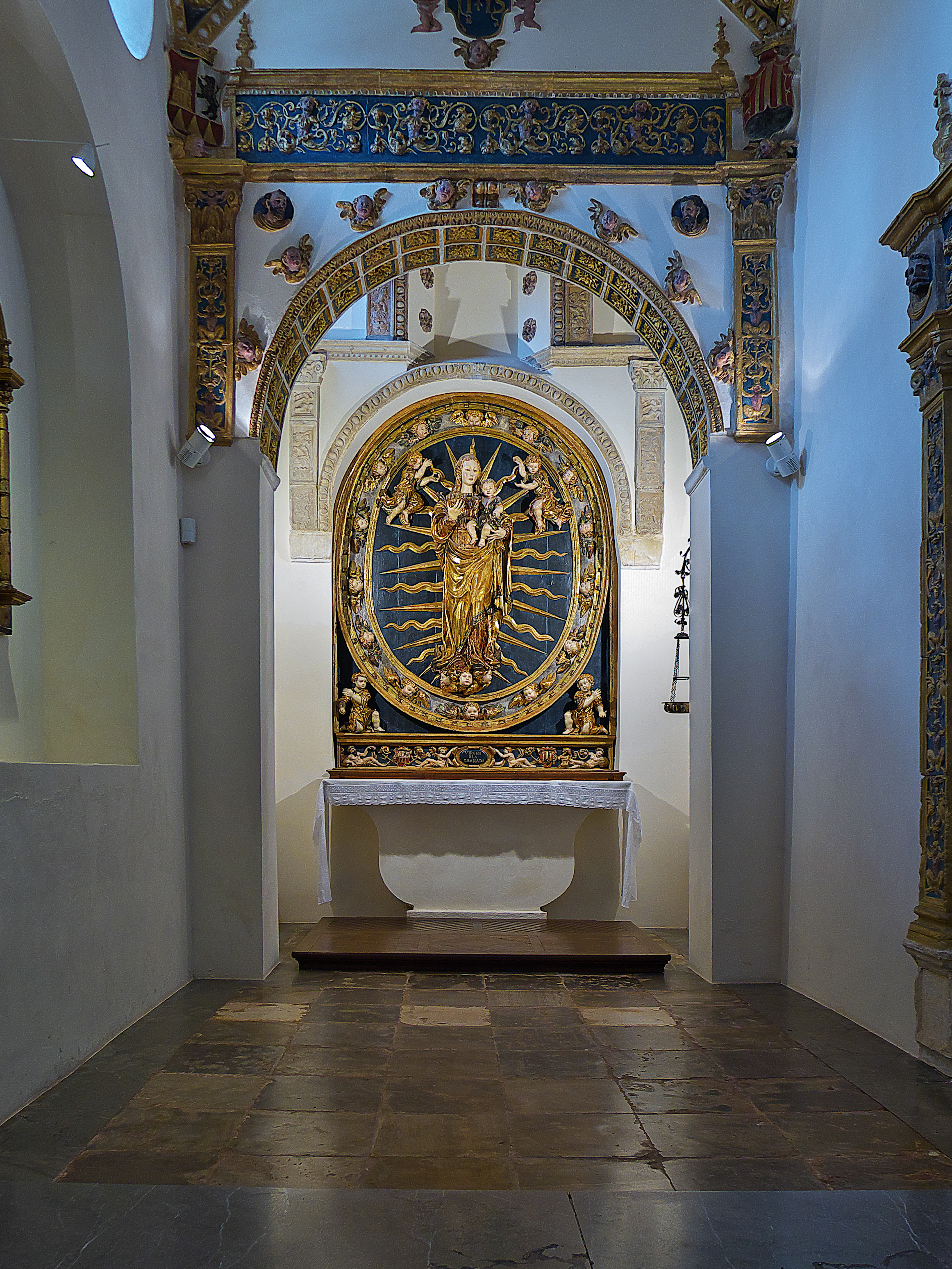
Virgen de la Granada.

Fue fundada en el año 1535 por Juan Téllez Girón, IV Conde de Ureña, al conseguir una bula papal para que la que ya era parroquia fuera al mismo tiempo colegiata. El templo se construyó en el lugar que ocupó la iglesia del Castillo, totalmente destruida por un incendio.
El exterior del templo sorprende por su severidad, La iglesia está construida con el sillar extraído de las canteras de Osuna. En la fachada principal cuatro contrafuertes cuadrangulares se alzan como elementos principales de su bella portada. En el lateral izquierdo, se levanta la torre, obra realizada a partir de 1914,y que aún se encuentra inacabada.
Tres puertas dan acceso a la Colegiata. Existen otras dos que se encuentran cegadas desde el siglo XVIII, las coincidentes con los pies de las naves laterales. La Puerta de la Cuesta, se abre frente al Monasterio de la Encarnación y permite la entrada directa a la nave del Evangelio. La que comunica con la nave de la Epístola es la llamada Puerta del Sol.

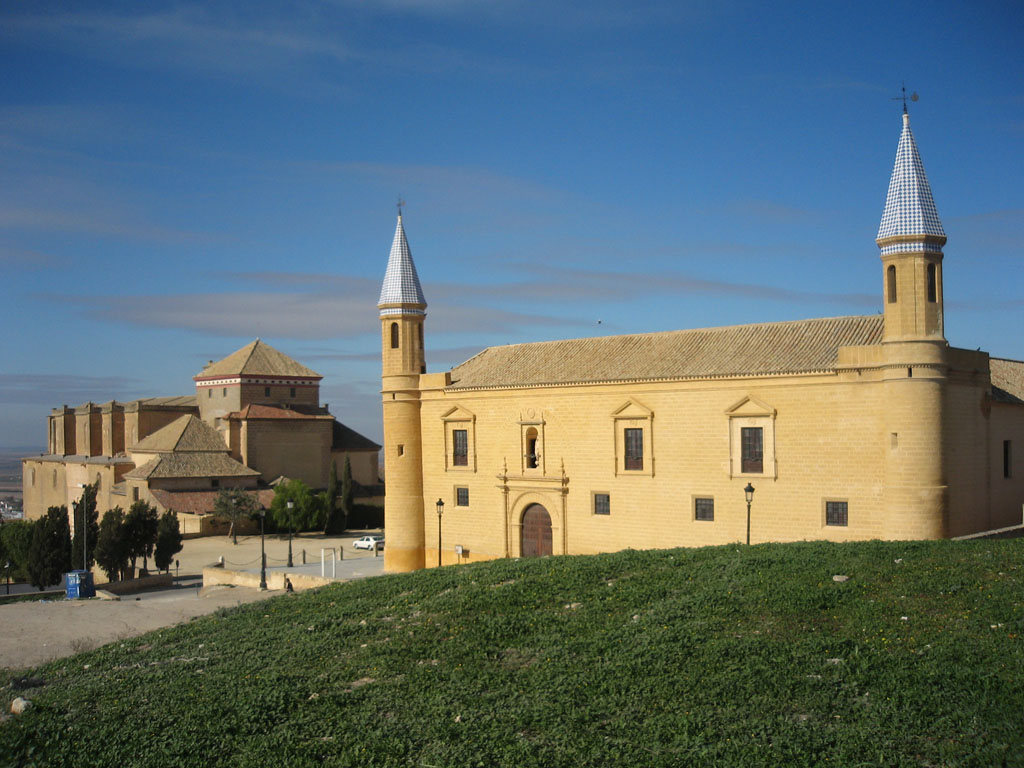
Universidad y Colegiata al fondo.

Se puede acceder al interior de la Colegiata a través del pequeño patio del Panteón de los duques de Osuna o Santo Sepulcro, que fue construido entre 1544 y 1555, y que es una de las muestras más bellas del Renacimiento español. Sobre columnas de piedra están labrados dos claustros, cuyos arcos escarzanos se apoyan en grandes ábacos decorados con grutescos. En el piso bajo, los arcos aparecen separados por pilastras jónicas de inspiración plateresca. En los paramentos se conservan pinturas del siglo XVI, con la Santa Cena como motivo central, cuya restauración está prevista para su realización. Pasado el patio, se accede a la Sacristía del Panteón, pequeño recinto elegantemente realizado con decoración plateresca y cubierto con un artesonado policromado en verde y oro. De la sacristía se accede a la capilla de la Virgen de la Granada, obra atribuida a Guillén Ferrant, pieza excepcional del siglo XVI.
Los panteones están construidos debajo de la Colegiata y de la capilla del Santo Sepulcro. Constan de varias salas o capillas, llamadas de San Marcos, Nuestra Señora del Reposo o Belén, Galería y capilla del Calvario o De Profundis.
A través de una magnífica portada de estilo plateresco pasamos del panteón a la iglesia colegiata. Lo primero que vemos es la capilla de la Inmaculada, cuyo principal ornato es un altar del Cristo de la Misericordia, que alberga una magnífica talla de Cristo en la Cruz, obra de Juan de Mesa, realizada en 1623. El retablo que preside la capilla está dedicado a la Inmaculada Concepción.
De la capilla de la Inmaculada se accede al interior de la iglesia, que es de planta rectangular con tres naves y nueve capillas, Mayor, Sagrario, Virgen de la Antigua, Ánimas, San Pedro, Virgen de los Reyes, Bautismal y de Santa Ana. Contienen magníficos retablos, imágenes y cuadros de destacados artistas.
Se accede al Museo a través de una puerta, también de estilo plateresco, realizada a mediados del siglo XVI. Sus dependencias son la antigua sacristía y las salas que tenían adjuntas. Conserva en el interior de sus cuatro salas obras de gran relevancia, como más destacado cuatro cuadros de José de Ribera, "el Españoleto" realizados en el siglo XVII y ornamentos realizados por importantes artistas de los siglos XVI al XIX.
Uno de los Duques de Osuna fue protector de Zurbarán y sus discípulos, por lo que algunos cuadros de este grupo de artistas pueden ser visitados en el interior de la Colegiata.

### Otros edificios

#### Civiles

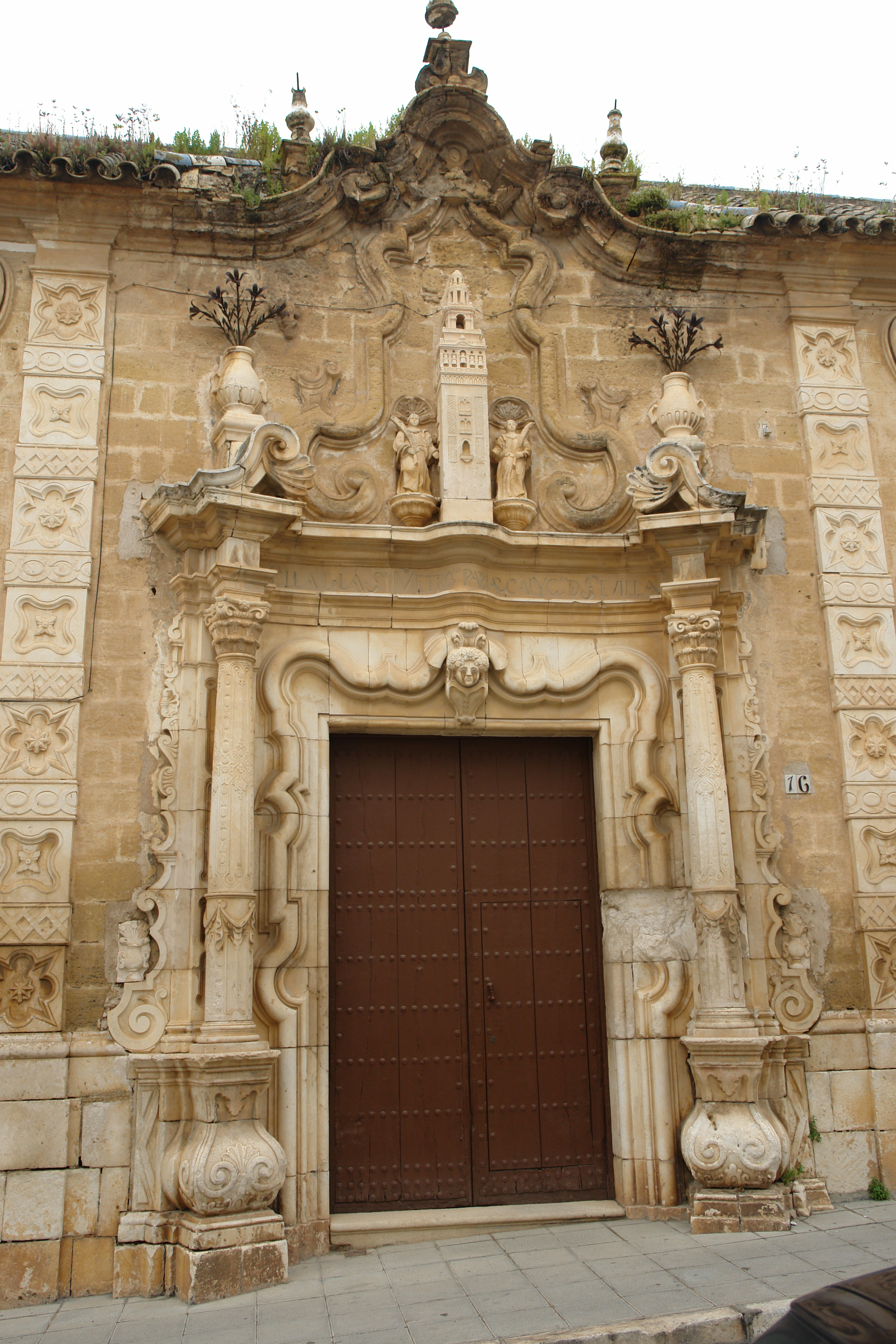
Antigua Cilla del Cabildo de la Catedral de Sevilla, en Osuna.

- Palacio del Marqués de la Gomera. edificio de alrededor de 1770, con una destacable fachada que responde a uno de los momentos de mayor auge constructivo de la ciudad, cuando en la segunda mitad del siglo XVIII el desarrollo económico auspiciado por la política agraria de los Borbones dio como consecuencia el aumento de importantes construcciones de tipo civil promovidas por la nobleza rural.
- La antigua Cilla del Cabildo de la Catedral de Sevilla de Osuna, hoy convertida en casa parroquial de la ciudad, levantada en el año 1773.
- Palacio de Miguel Reina Jurado. Antiguo Edificio de Correos
- Arco de la Pastora, construido en 1794, durante la época del reinado de Carlos IV.
- Plaza de toros, que se volvió muy conocida ya que la aclamada serie Juego de Tronos grabó una importante escena de su quinta temporada allí. Tal fue su repercusión, que se creó una ruta temática sobre la serie por la ciudad, se han abierto dos salas dedicadas a la serie en el museo de la localidad y se ha colocado una placa conmemorativa del rodaje en la plaza.[17][18]
- Casa de los Rosso, la casa tiene una fuente en el centro geométrico y dos galerías superpuestas.Al exterior, enmarcando la puerta adintelada hay dos columnas completas subidas en pedestales, sobre ellas un balcón mixtilineo que ensancha la cornisa corrida a lo largo de la fachada, y sobre el balcón un relieve de piedra que sirve de decorado el escudo nobiliario, y sobre la enseña de los fundadores, otro balcón con su ajimez, con su columna en el eje y sus arcos de medio punto concluyendo la artificiosa composición.[19]
- Casa de los Torres es esta una casa singular que muestra al exterior su alargada fachada de dos plantas de altura, con espaciados y altos cierros miradores volados en ambos pisos. Toda la fachada está acabada en color blanco, hasta abajo del todo, sin zócalo, y aparece coronada por un sencillo alero de tejas con un canalón inferior para la recogida de aguas de lluvia. El elemento que singulariza a esta fachada es su elaborada portada barroca, ubicada en uno de sus extremos, y levantada asimismo en dos cuerpos de altura. Contrastando con el conjunto de la fachada, se presenta toda ella tallada en piedra para mostrar el rango y el escudo familiar y magnificar su acceso desde el exterior.[20]
- Casa del Marquesado de Campo Verde
- Casa del conde de Puerto Hermoso
- Casa de la Cultura (antiguo convento de Jesuitas)
- Pósito municipal (antiguo hospital)
- Plaza de Abastos (antiguo convento de San Francisco)
- Palacio del Cabildo de la catedral de Sevilla
- Palacio de Govantes y Herdara
- Casa consistorial. Ayuntamiento
- Antiguo Palacio de Los Cepeda

#### Religiosos

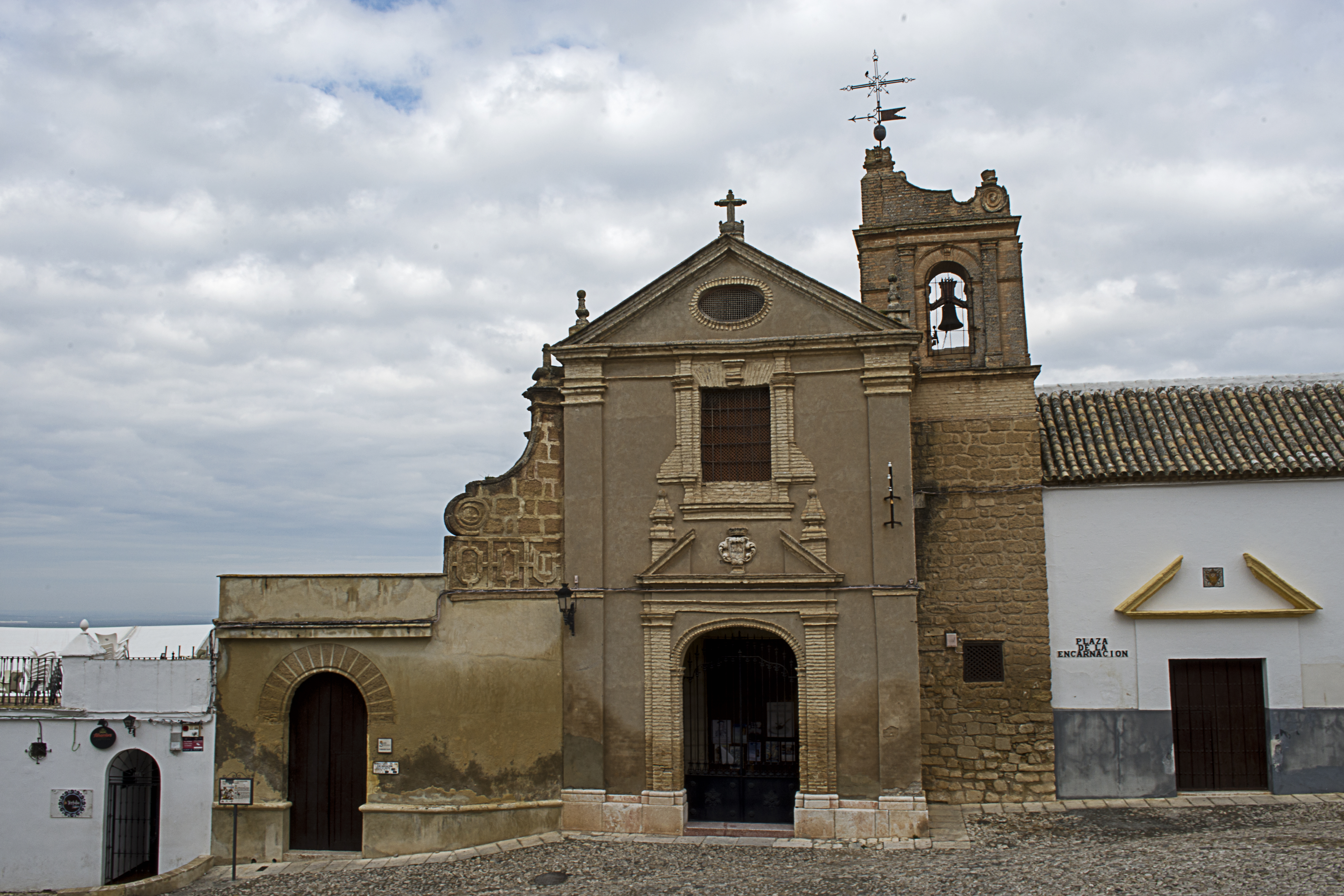
Fachada del convento de la Encarnación.

- Antigua iglesia de la Merced, en la que destaca una esbelta torre edificada entre los años 1767 y 1775, obra de Alonso Ruiz de Florindo.
- Parroquia de Nta. Sra. de la Asunción. Iglesia de Santo Domingo. Construida a lo largo del siglo XVI, y reformada durante los siglos siguientes, XVII y XVIII.
- Parroquia de Ntra. Sra. de la Victoria. En un principio ésta era la iglesia del convento de los Mínimos de San Francisco de Paula, siendo actualmente la iglesia parroquial de Nuestra Señora de la Victoria.
- Convento de la Encarnación (Osuna), se fundó como hospital de la Encarnación en 1549, transformándose en 1626 en convento mercedario.
- Iglesia de Nuestra Señora del Rosario de Fátima. Se encuentra ubicada en C/ Rufina Cuadra con travesía de Fátima en Osuna (Sevilla). Su estructura es de cruz latina con nave central amplia y con crucero pequeño.
- Ermita de San Arcadio
- Iglesia de San Agustín
- Iglesia de San Carlos El Real
- Iglesia Santa Clara
- Iglesia del Convento de la Concepción
- Iglesia del Convento de San Pedro
- Iglesia del Convento Santa Catalina
- Iglesia del Convento del Carmen
- Iglesia del Convento del Espíritu Santo
- Parroquia Ntra. Sra. de Consolación
- Convento de San Francisco. Plaza de Abastos
- Ermita de Santa Ana
- Ermita de la Vía Sacra. Buenavista
- Necrópolis romana.

## Ferias y fiestas populares

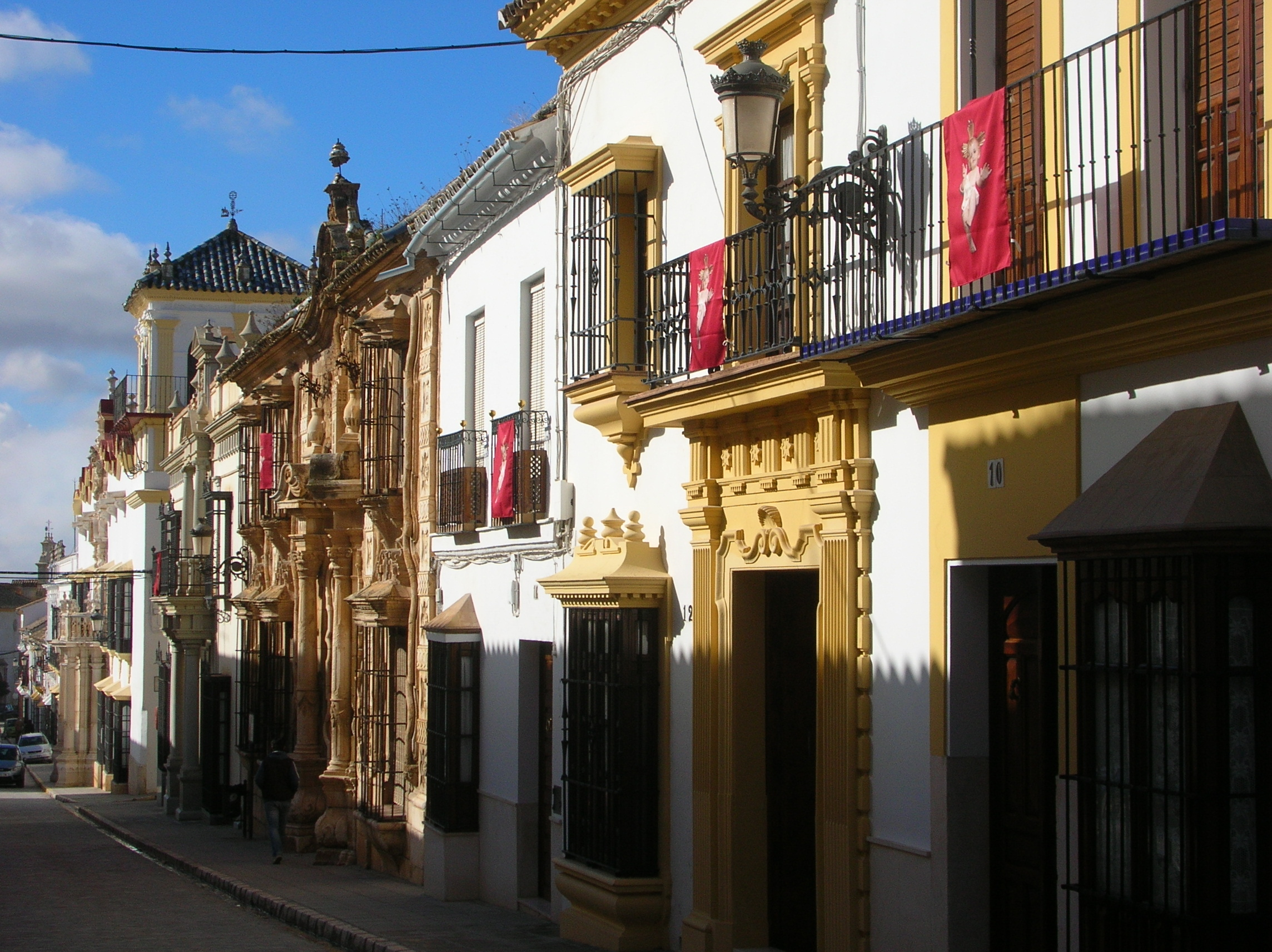
Calle San Pedro de Osuna

### Semana Santa
La Semana Santa de Osuna fue declarada en 1999, Fiesta de Interés Turístico Regional de Andalucía por su valor histórico y artístico.
El Consejo Local de Hermandades y Cofradías de Osuna es la institución en la que están representadas todas las Hermandades de la villa ducal. Es la encargada de organizar el pregón en Colegiata. También organiza el pregón de la juventud cofrade en la ermita de San Arcadio, patrón de Osuna.
Además, la Hermandad de la Vera-Cruz organiza un concurso de saetas Carmen Torres que cumplió su 20.º Aniversario el año 2006. También esta Hermandad de la Vera-Cruz organiza el Pregón de las Siete Palabras que cumple en el 2008 su 50.º aniversario.
Se publican dos carteles, uno del Consejo y otro del Ayuntamiento, el primero dedicado a un titular de las diferentes Hermandades y el segundo, dedicado a un detalle de cuadro o retablo de las diferentes iglesias de Osuna.
Osuna tiene una forma peculiar de llevar los pasos, ya que estos son portados a hombros desde el interior del mismo y no con el costal como es tradicional en el resto de la provincia de Sevilla. Tres Hermandades cambiaron hace años, la forma de portar sus paso, la Vera-Cruz, la Humildad y el Santo Entierro, el resto siguen portando el paso al estilo ursaonés frente al estilo sevillano.
La Semana Santa ursaonense comienza el Domingo de Ramos, con la Borriquita, el Martes Santo con la Hermandad de la Vera-Cruz desde la iglesia de San Agustín (esta es la hermandad más antigua de la Semana Santa de Osuna con casi 500 años de historia). En la madrugada del Miércoles al Jueves Santo hace estación de penitencia a las 00 horas la Cofradía del Santísimo Cristo de la Misericordia, el Jueves Santo la Humildad y Jesús Caído y el Viernes Santo, al alba, sale la Hermandad de Nuestro Padre Jesús Nazareno. Tras esta Hermandad, sale desde la misma iglesia de Ntra. Sra. de la Victoria, la Hermandad Sacramental y Venerable Orden Tercera de los Siervos de Ntra. Madre y Señora de los Dolores, "Los Servitas". Consta de un solo paso sin palio de la hermosísima Virgen de los Dolores es de José de Mora y tienen un excelente manto bordado. Por la tarde hace estación de penitencia la Hermandad de la Pax y la Hermandad de la Quinta Angustia.
El Sábado Santo sale de la iglesia de Santa Clara la Hermandad del Santo Entierro, con su Soledad y Amargura.

#### Hermandad de Jesús Caído
Jesús Caído: Una talla del Barroco. Solo conservamos la cabeza, puesto que el Cristo realizado por Alonso Gayón era un Cristo atado a la columna, no la imagen que podemos admirar ahora. Se le ha añadido un madero que porta sobre su espalda. La representación actual es la de un Cristo Caído mientras sube al calvario para ser finalmente crucificado.
El descubrimiento en 1991 del nombre del autor fue gracias a las restauraciones que sufrió la cabeza, ya que como todos los escultores manieristas, colocaban un manuscrito en la cabeza o en la espalda de la imagen escultórica.
El paso procesional realizado en torno al siglo XVII, época barroca, sería realizado por las manos del mismo artista que realizó el paso de la misericordia de Osuna. Como dato icnográfico, el soporte de la Cruz que es la representación de la torre de la Merced de Osuna como recuerdo del lugar de fundación de la hermandad
Nuestra Madre de los Dolores: Sale en un paso de palio. Se atribuye a Astorga, realizada en torno a siglo XIX, de época más temprana. Sobre un paso realizado en plata. Las manos restauradas recientemente vuelven a su forma fundacional, cruzándolas acogiendo un corazón de plata de siete puñales.
El manto que la cubre realizado por las hermanas del convento de San Pedro de Osuna, y los bordados de su túnica realizados por Joaquín Arau.

#### Hermandad de Nuestro Padre Jesús Nazareno
Fue fundada el 8 de julio de 1576, desde entonces permanece en el antiguo colegio de Ntra. Sra. de la Victoria de la orden del Señor San Francisco de Paula. Sus primeras reglas datan de dos años más tarde, 1578, con sucesivas renovaciones, la más reciente de 1994.
Cuenta con unos 1152 hermanos, siendo la estación de penitencia que más fieles reúne entre nazarenos de cirio y penitentes con cruz.
La iconografía que procesiona es una imagen de Jesús con la Cruz al hombro, de estilo barroco y atribuida al entorno de Pedro Roldan "El Mozo". Este paso cuenta con 800 nazarenos con cirios y 400 con cruces aproximadamente. El número de costaleros son 32 hermanos que suben al Señor a la Colegiata sobre sus hombros. El hábito es la túnica y capillo morados; y el adorno floral es un monte de claveles rojos. Su patrimonio artístico es bastante importante, destacando el estandarte corporativo, el libro de reglas fundacional de terciopelo con cantoneras de plata y la cruz de guía, de madera donde se representan los símbolos de la pasión de Jesucristo.
El recorrido comienza con la salida del Nazareno de la parroquia Nuestra Señora de la Victoria a las 6 de la madrugada del viernes, continúa por las calles: Carrera, plaza Rodríguez Marín, Carrera, Luis de Molina, cuesta de los Abades, plaza de la Encarnación llegando a la Colegiata con un breve descanso y vuelve con su recorrido por las calles: cuesta de San Antón, plaza Mayor, Sevilla, Cristo, San Pedro y Carrera hasta su templo llegando sobre las 12:30 aproximadamente.

#### Hermandad Sacramental y venerable orden tercera de siervos de Nuestra Madre y Señora de los Dolores
Fue fundada en 1730 en el colegio de Mínimos de la Victoria de la Esclavitud Servita de Nuestra Madre y Señora de los Dolores. Al año siguiente, la comunidad de Mínimos cedió el uso de la capilla. La probación definitiva de las reglas por parte del Arzobispado de Sevilla se dio en 1780. En 1805 se fusionó con la Hermandad Sacramental de la Colegiata.
La iconografía está atribuida a José de Mora a finales del siglo XVII o principios del siglo XVIII. Es una imagen de talla completa, con el manto y la saya tallados con un rico estofado con motivos vegetales y geométricos. Tiene las manos entrelazadas portando el corazón traspasado por siete puñales. No dramatiza violentamente su dolor, le caracteriza su intimismo, la melancolía; toda la imagen es expresión.
Este paso cuenta con una cantidad de 400 Nazarenos aproximadamente. El número de costaleros son 32, sobre los hombros (estilo ursaonense). La túnica es de color negro con cola y capillo negro; el adorno floral suelen ser distintos tipos de flores blancas. El recorrido es el mismo que de Jesús Nazareno pero con una hora más tarde de diferencia (Sale a las 07:00 y llega a su templo a la 13:30).

#### Cofradía del Santísimo Cristo de la Misericordia, Nuestra Señora de la Piedad y San Juan Evangelista
Es la Hermandad de penitencia más joven de Osuna, fue fundada el 8 de febrero de 1929. Tiene su sede en la iglesia colegial de Nuestra Señora de la Asunción. Durante el periodo que está estuvo cerrada por obras, la imagen del crucificado permaneció en la iglesia de San Agustín, la capilla de la Universidad de Osuna y la iglesia de Santo Domingo. El Cristo de la Misericordia es obra del escultor cordobés Juan de Mesa (1623)
El 19 de diciembre de 1948 fue una fecha clave en la historia de esta cofradía. En cabildo fue elegido Hermano Mayor Francisco Olid Maysounave, que incorporó a un gran número de estudiantes del Instituto de Educación Media Francisco Rodríguez Marín, por lo que es conocida como "Los Estudiantes". En esas fechas se modificó el hábito de los nazarenos pasando a ser negro sin capa, con cordón de pita morado y rojo. Anteriormente era túnica roja con capa, capillo y fajín morados. El recorrido procesional se hace desde esta fecha en silencio y con las luces de las calles apagadas, por lo que también se conoce a esta hermandad como "El Silencio".
El Cristo de la Misericordia discurre por las calles de Osuna en una paso de caoba portado al "estilo ursaonés" por 18 costaleros, normalmente con un monte de claveles rojos aunque alterna con lírios morados.
El recorrido parte de la puerta norte de la Colegiata en dirección a la Universidad de Osuna, descendiendo por la cuesta de los Cipreses hasta el barrio de la Rehoya. De aquí hasta la plaza España y subida por Luis de Morales y San Antón hasta la plaza de la Encarnación y Andén de la Colegiata para entrar por la Puerta Norte.

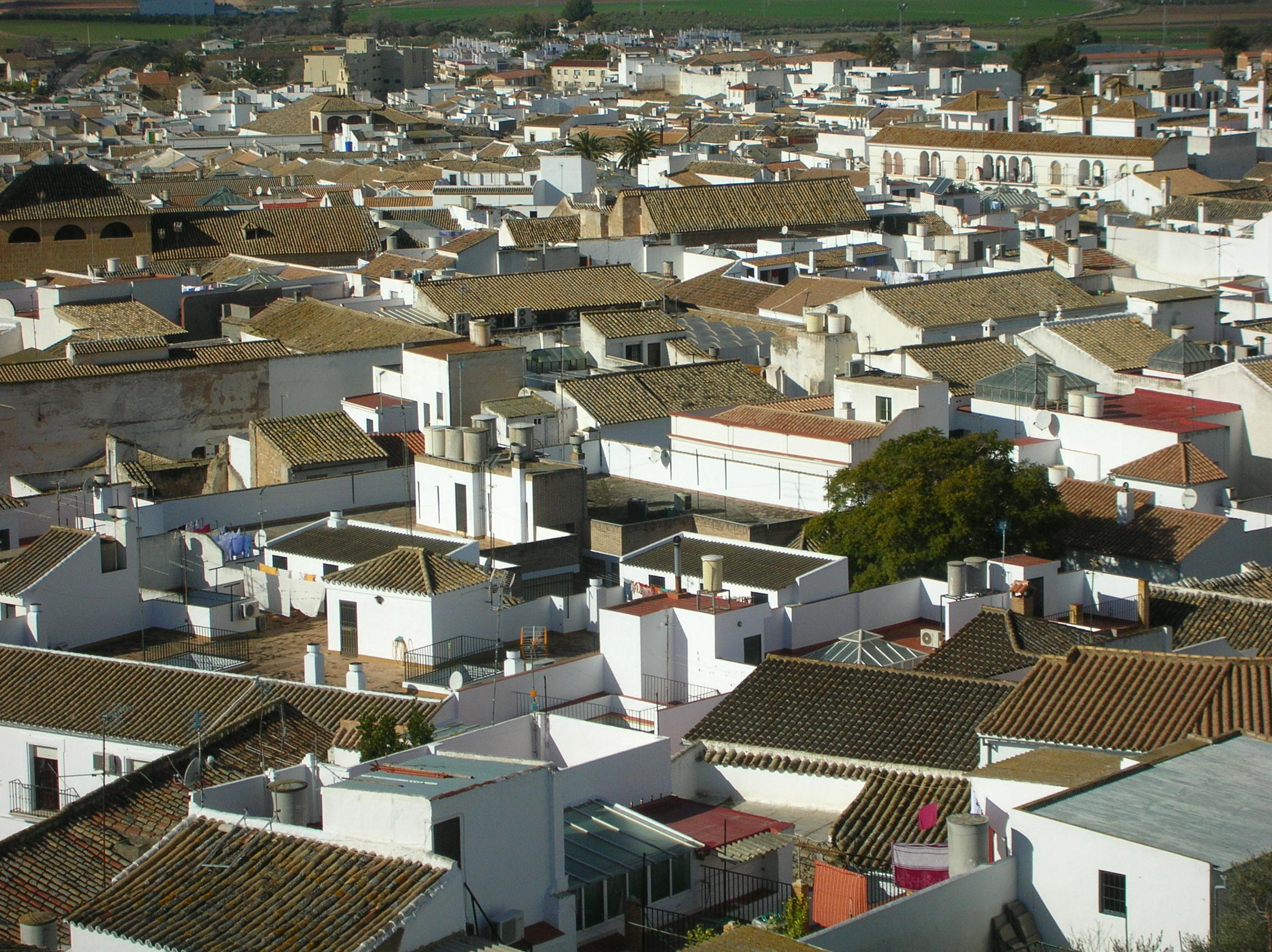
Tejados de Osuna.

### Feria de Mayo
La Feria de Osuna se constituyó como feria de ganado por la Real Resolución del rey Carlos IV de 1803. Con el paso del tiempo se fue transformando en un evento festivo, por lo que constituye una de las más antiguas de España.
La Consejería de Turismo, Comercio y Deporte de la Junta de Andalucía declaró de Interés Turístico de Andalucía la Feria de Mayo de Osuna, al considerar esta fiesta como «una manifestación que contribuye tanto al desarrollo de los valores propios y de tradición popular de este municipio y de Andalucía, como al fomento, al desarrollo y a la difusión del turismo».

## Medios de comunicación
El periodismo local sigue siendo una importantísima fuente de información. Desde hace más de 100 años, Osuna ha contado con varios periódicos a nivel local tales como El Paleto y El Ursaonense, entre otros. En la actualidad, esta tradición continúa tratándose de una práctica habitual que se ha consolidado como uno de los principales medios a la hora de informarse de manera directa, casi instantánea, de los hechos que acontecen en esta localidad.
En la actualidad la ciudad también cuenta con una emisora musical de la cadena Radiolé (Radiolé Andalucía Centro en el 97.7 FM) así como con una delegación de la cadena SER Andalucía Centro (98.3 FM).
En el año 2006 se funda en Osuna el diario digital El Pespunte ahora con cobertura para toda la provincia de Sevilla. A nivel local llegó a contar con una edición impresa en papel y con una versión radiofónica en el cual se emitieron programas de toda índole, desde cofrade El Cuartelillo, deportivo La Aguja deportiva, taurino La Chicuelina pasando por temas de actualidad y humor.
Por último, el municipio cuenta con su propia emisora de TV local pública, Osuna TV. Los directos más importantes son los que se realizan con motivo de la Cabalgata de Reyes Magos, Semana Santa y feria.

## Deportes
| Nombre                           | Actividad            |
| -------------------------------- | -------------------- |
| Club Baloncesto Osuna Basket     | Baloncesto           |
| Átletico Osuna                   | Fútbol sala          |
| Kick Boxing Kumgang Sport        | Kick Boxing          |
| Club Balonmano Osuna             | Balonmano            |
| Osuna Bote Club                  | Fútbol               |
| C.D. Urso Tenis                  | Tenis                |
| Urso Pádel                       | Pádel                |
| Club Natación Osuna              | Natación             |
| Moto Club Urso                   | Motociclismo         |
| Unión Ciclista Ursaonense        | Bicicleta de montaña |
| Categorías Inferiores Osuna B.C. | Fútbol               |
| C.D. Átletas D'Élite Osuna       | Atletismo            |
| Osuna Voleibol                   | Voleibol             |
| C.D. Atlantis Sport              | Taekwondo            |
| Osuna Golf                       | Golf                 |

En la localidad hay un polideportivo cerca del polígono El Ejido, con una pista frontón, tres canchas de tenis y un pabellón con una capacidad de 650 espectadores aproximadamente. También está el estadio Raúl Carroza, con una capacidad de 3500 espectadores; un campo de fútbol 7 y otro de fútbol 5. Hay también 2 canchas de baloncesto y otra de 3x3 básquet; y también una pista de atletismo y 6 pistas de pádel. Por último, están las tres piscinas municipales.
Son numerosos los eventos deportivos que se desarrollan desde el Área de Deportes del Ayuntamiento de Osuna, destacando algunos como:
Campeonato local de Fútbol 7 para mayores y niños,
Campeonato local de Voleibol adaptado a parejas o cuartetos,
Campeonato local de Frontenis,
Campeonato local de Baloncesto 3x3,
Campeonato local de Ciclismo en ruta,
Subida Cicloturista a El Puerto de la Encina,
Ruta Cicloturista de BTT Día de la Patrona,
Ruta Cicloturista Día de Andalucía,
Circuitos Provinciales de BTT Rally,
Circuitos Provinciales de Campo a Través,
Campeonatos de Andalucía de Ciclismo en Ruta y Contrarreloj, Vuelta a Andalucía MTB, Carrera Popular Velá de Fátima, Media Maratón Villa Ducal de Osuna, Ruta de Senderismo Día de Andalucía, Campeonatos del Mundo, de España y de Andalucía de Motocross, Campeonatos de España y de Andalucía de Trial,
Campeonatos de Andalucía de Enduro,
Campeonatos de Andalucía de Cross Country,
Campeonatos de España de Full Contact.